# Kaliombo (Purwosari)
Kaliombo is een bestuurslaag in het regentschap Bojonegoro van de provincie Oost-Java, Indonesië. Kaliombo telt 3514 inwoners (volkstelling 2010).